# There Will Be Blood
There Will Be Blood er en amerikansk dramafilm fra 2007 instrueret, produceret og skrevet af Paul Thomas Anderson efter romanen Oil! af Upton Sinclair fra 1927. Den fortæller historien om oliemanden Daniel Plainviews (Daniel Day-Lewis) forsøg på at skabe sig en formue under olieboomet omkring forrige århundredeskifte i det sydlige Californien og hans kamp mod en lokal sekterisk kirke anført af den unge Eli Sunday (Paul Dano).
Filmen var nomineret til otte Oscars, bl.a. for bedste film, bedste instruktør og bedste filmatisering, men vandt for bedste fotografering (Robert Elswit) og for bedste mandlige hovedrolle (Daniel Day-Lewis). Desuden kom There Will Be Blood på flere kritikeres top ti liste for 2007, bl.a. American Film Institute, National Society of Film Critics, National Board of Review og Los Angeles Film Critics Association.

## Handling
Daniel Plainview (Daniel Day-Lewis) begynder i 1898 som ensom sølvgraver, men finder snart olie og opbygger et lille borefirma. I 1902 dør en af hans arbejdere i en ulykke og efterlader sin lille søn forældreløs. Plainview tager barnet til sig som et eget og giver sig ud med et stort foretagende i det sydlige Californien. Snart har han flere brønde og tjener gode penge, mens han bruger sin adopterede søn, H.W. (Dillon Freasier), som partner i firmaet for at præsentere ham som familiemand. I 1911 er han en af de rigeste oliemænd i USA og bliver opsøgt af en ung mand ved navn Paul Sunday (Paul Dano), der sælger ham oplysninger om olie på hans families gård i Little Boston, California. Plainview og H.W. opsøger gården og lejer den fra familien, som ledes af Paul Sundays religiøse bror Eli (også spillet af Paul Dano). Plainview lover samtidig $5.000 til Elis sekteriske kirke, der optager størstedelen af lokalsamfundet. Plainview lejer alle oliegrundene på egnen, med undtagelse af en enkelt tilhørende en bonde ved navn Bandy.
Snart ankommer Plainviews arbejdere og begynder konstruktionen af det første boretårn, samtidig med at han lover de lokale i området, at han vil tage sig af lokalsamfundet og bygge både skoler og veje. I mellemtiden vokser Elis magt som leder af kirken. Under en ulykke ved boretårnet kommer H.W. tilskade og mister sin hørelse, mens selve tårnet går til i flammerne. Efter ulykken distancerer Plainview sig fra sin nu døve søn. En dag dukker en mand op ved navn Henry Plainview (Kevin J. O'Connor), som påstår han er Daniels lillebror. Plainview sender H.W. til Los Angeles for at bo på et hjem, da han ikke mener han kan magte sønnen længere.

## Medvirkende
| Skuespiller       | Rolle                    |
| ----------------- | ------------------------ |
| Daniel Day-Lewis  | Daniel Plainview         |
| Paul Dano         | Paul Sunday / Eli Sunday |
| Dillon Freasier   | Unge H.W. Plainview      |
| Ciarán Hinds      | Fletcher                 |
| Russell Harvard   | Voksne H.W. Plainview    |
| Kevin J. O'Connor | Henry Plainview          |

## Produktion

### Manuskriptet
Oprindelig arbejdede Paul Thomas Anderson på et manuskript om to fejdende familier. Han havde dog problemer med manuskriptet og fandt ud af, at det ikke fungerede. Da han havde hjemve fra London, købte han en kopi af Upton Sinclairs roman Oil!, draget til forsideillustrationen af et californisk oliefelt. Anderson blev fascineret af handlingen og forvandlede de første 150 sider til et manuskript, et manuskript han skrev med Daniel Day-Lewis i tankerne. Anderson omskrev titlen fra Oil! til There Will Be Blood, da han ikke følte at der var nok af bogen i hans manuskript.

### Casting
Da Paul Thomas Anderson havde skrevet manuskriptet med Daniel Day-Lewis i tankerne, var det naturligt at han henvendte sig til denne, hvilket han gjorde da manuskriptet endnu ikke var afsluttet. Day-Lewis, som var stor fan af Andersons tidligere film Punch-Drunk Love, sagde ja til rollen med det samme.
Paul Thomas Anderson så første gang Paul Dano i filmen The Ballad of Jack and Rose, og syntes han var perfekt til rollen som Paul Sunday. Da skuespilleren Kel O'Neil meldte fra på rollen som Eli Sunday, skulle Paul Dano også påtage sig denne rolle, en rolle han kun havde fire dage til at forberede sig på.
Til rollen som Daniel Plainviews søn H.W., søgte Anderson først i Los Angeles og New York, men indså at han måtte have en dreng der var vokset om i et lignende miljø. Han spurgte derfor rundt på en skole i Texas, hvor skoleinspektøren anbefalede Dillon Freasier. I stedet for at få ham til at læse et par scener, talte han blot med ham og indså at han var perfekt til rollen. Freasiers mor ville undersøge hvilken slags mennesker det var hendes søn skulle spille sammen med og så derfor Martin Scorseses Gangs of New York med Daniel Day-Lewis, hvilket afskrækkede hende så meget at hun ikke ville slippe sit barn ind til dette "monster". Hun fik derfor tilsendt en kopi af Uskyldens År (også en Scorsesefilm), hvor Day-Lewis spillede en mere følsom gentleman.

### Optagelse
Optagelserne begyndte i juni 2006 på en ranch i Marfa, Texas og varede tre måneder. Andre optagelse blev foretagt i Los Angeles. To uger inde i optagelserne erstatede instruktør Paul Thomas Anderson skuespilleren Kel O'Neil som Eli Sunday, med Paul Dano, der allerede spillede Elis lillebror Paul Sunday. Ifølge The New York Times Magazine var O'Neil blevet bange for Daniel Day-Lewis' intensitet og vane med at forblive i karakter, hvilket både Anderson og Day-Lewis har afvist.
Under klipningen af filmen døde Paul Thomas Anderson store filminstrukøridol, Robert Altman, og han valgt derfor at dedikere filmen til ham.
Optagelserne fandt sted i det samme område i Texas og på samme tid som Coen-brødrenes optagelser af No Country for Old Men.

## Modtagelse
Filmen modtog meget positive anmeldelser, på Rotten Tomatoes holder den en friskhedsprocent på 91% og på Metacritic 92%. Konsensus på Rotten Tomatoes er at There Will Be Blood er: "Widely touted as a masterpiece, this sparse and sprawling epic about the underhanded "heroes" of capitalism boasts incredible performances by leads Daniel Day-Lewis and Paul Dano, and is director Paul Thomas Anderson's best work to date". Generelt var mange anmeldere enige om, at denne film er Andersons bedste til dato. Den positive modtagelse resulterede da også i, at There Will Be Blood blev nomineret til hele otte Oscars, her specielt Andersons første nomineringer i kategorierne bedste instruktør og bedste film. Filmen var nomineret i stort set de samme kategorier som Coen-brødrenes No Country for Old Men, der også var en produktion fra Miramax Films og Paramount Vantage og begge havde Scott Rudin som producer.
Til trods for den overvældende positive modtagelse af filmen, var der dog stadig kritik. Her var det specielt manglen på kvinderoller, karaktererne var ikke hele tiden helstøbte og troværdige, og filmens slutning blev også kritiseret. Et eksempel er filmanmelderen Roger Ebert, der bl.a. skrev: "But "There Will Be Blood" is not perfect, and in its imperfections (its unbending characters, its lack of women or any reflection of ordinary society, its ending, its relentlessness) we may see its reach exceeding its grasp. Which is not a dishonorable thing". Ebert gav filmen tre og en halv stjerne ud af fire..

### Rating
There Will Be Blood blev "Rated R for some violence" af The Motion Picture Association of America (MPAA), hvilket betød, at børn og unge under sytten år ikke måtte se filmen i biografen. Til sammenligning skulle man i Danmark, Norge og Sverige være over femten.
Det høje antal af Oscarnomineringer med voldelig karakter blev i ironiske kommenteret af Oscarvært Jon Stewart ved Oscaruddelingen 2008 med henvisninger til film som No Country for Old Men, American Gangster, Sweeney Todd – Den Djævelske Barber fra Fleet Street, Eastern Promises og There Will Be Blood, alle med høje ratinger.

### Priser og nomineringer
- Oscars (uddelt 2008)
  - Oscar for bedste film (Daniel Lupi, JoAnne Sellar & Paul Thomas Anderson), nomineret
  - Oscar for bedste instruktør (Paul Thomas Anderson), nomineret
  - Oscar for bedste mandlige hovedrolle (Daniel Day-Lewis), vandt
  - Oscar for bedste filmatisering (Paul Thomas Anderson), nomineret
  - Oscar for bedste fotografering (Robert Elswit), vandt
  - Oscar for bedste klipning (Dylan Tichenor), nomineret
  - Oscar for bedste lydredigering (Matthew Wood), nomineret
  - Oscar for bedste scenografi (Jack Fisk and Jim Erickson), nomineret

- Golden Globe Awards (uddelt 2008)
  - Bedste film – drama (Daniel Lupi, JoAnne Sellar & Paul Thomas Anderson), nomineret
  - Bedste mandlige hovedrolle (Daniel Day-Lewis), vandt

- BAFTA Awards (uddelt 2008)
  - Bedste mandlige hovedrolle (Daniel Day-Lewis), vandt
  - Bedste film (Daniel Lupi, JoAnne Sellar & Paul Thomas Anderson), nomineret
  - Bedste instruktør (Paul Thomas Anderson), nomineret
  - Bedste mandlige birolle (Paul Dano), nomineret
  - Bedste musik (Jonny Greenwood), nomineret
  - Bedste filmatisering (Paul Thomas Anderson), nomineret
  - Bedste produktionsdesign (Jack Fisk and Jim Erickson), nomineret
  - Bedste fotografering (Robert Elswit), nomineret
  - Bedste lyd (Matthew Wood), nomineret

- Screen Actors Guild Award (uddelt 2008)
  - Screen Actors Guild Award for Outstanding Performance by a Male Actor in a Leading Role - Motion Picture (Daniel Day-Lewis), vandt

- American Society of Cinematographers
  - American Society of Cinematographers' award for Outstanding Achievement in Cinematography (Robert Elswit), vandt

- Amandauddelingen/Amandautdelingen (Norge)
  - Årets udenlandske biograffilm/Årets utenlandske kinofilm (There Will Be Blood), vandt

- Bodilprisen (Danmark, uddelt 2009)
  - Bodilprisen for bedste amerikanske film (There Will Be Blood), vandt

- Césarprisen (Frankrig, uddelt 2009)
  - Césarprisen for bedste udenlandske film (There Will Be Blood), nomineret

- Guldbaggeprisen/Guldbaggegalan (Sverige, uddelt 2009)
  - Guldbaggeprisen for bedste udenlandske film/Bästa utländska film (There Will Be Blood), nomineret

- Irish Film and Television Awards (Irland, uddelt 2008)
  - IFTA Award for bedste internationale skuespiller (Daniel Day-Lewis), vandt

- Filmfestivalen i Berlin (uddelt 2008)
  - Sølvbjørnen for bedste instruktør (Paul Thomas Anderson), vandt
  - Sølvbjørnen for bedste kunstneriske bidrag (Jonny Greenwood), vandt
  - Guldbjørnen for bedste film (Paul Thomas Anderson), nomineret

## There Will Be Blood i Populærkulturen
Der har været mange referencer til filmen i populærkulturen og medierne. Specielt Daniel Planviews (Daniel Day-Lewis) ytring filmens slutning: "I drink your milkshake", er blevet brugt flere gange, bl.a. af Jon Stewart på The Daily Show i forbindelse med reportager i nyhederne om olieboringer. Stewart var vært ved Oscaruddelingen 2008. 
Sketchshowet Saturday Night Live havde en sketch med komikerne Bill Hader (som Daniel Plainview) og Amy Poehler (som H.W.), hvor far og søn rejser fra stat til stat på jagt efter den perfekte milkshake i en sketch naturligvis kaldet I Drink Your Milkshake.
I afsnittet "Breast Cancer Show Ever" i den animerede komedieserie South Park, er der en parodi af filmens afsluttende scene, hvor South Park-figuren Wendy tæsker Cartman til blods og til sidst siger; "I'm finished".

### Taglines og citater
"When Ambition Meets Faith" (tagline)
"There Will Be Greed. There Will Be Vengeance" (tagline)
Plainview: "I... drink... your... milkshake!" (pause) "I drink it up!"